# Sparkassenkaufmann
Sparkassenkaufmann ist die Berufsbezeichnung für einen staatlich anerkannten Ausbildungsberuf, der von 1951 bis 1995 in Teilen Deutschlands erlernt werden konnte.

## Ausbildung und Tätigkeit
Der Beruf des Sparkassenkaufmannes konnte in einer zwei- bis dreijährigen dualen Ausbildung erlernt werden. Die Ausbildung bestand aus einem praktischen Element bei einer Sparkasse, einem Unterrichtsteil in einer berufsbildenden Schule und einem innerbetrieblichen Unterricht innerhalb der Sparkassenorganisation.
Der Sparkassenkaufmann ist in allen Geschäftsbereichen einer Sparkasse tätig. Die Arbeitsschwerpunkte hängen vom jeweiligen Tätigkeitsfeld ab. Sie decken alle in Kreditinstituten vorkommenden Bereiche ab. Der Beruf des Sparkassenkaufmannes ist mit dem Beruf des Bankkaufmannes vergleichbar, die Tätigkeiten innerhalb des jeweiligen Kreditinstitutes sind in beiden Berufen dieselben. 
Im Unterschied zum Bankkaufmann konnte der Beruf des Sparkassenkaufmannes nur in einer Sparkasse erlernt werden. Die Abschlussprüfung wurde vor dem Deutschen Sparkassen- und Giroverband abgelegt, nicht wie beim Bankkaufmann vor der Industrie- und Handelskammer. Der Beruf des Sparkassenkaufmannes ist am 20. April 1995 in dem Beruf des Bankkaufmannes aufgegangen.
Seit 1995 kann der Sparkassenkaufmann von Auszubildenden zum Bankkaufmann, die innerhalb der Sparkassenorganisation bei Sparkassen oder Landesbanken ausgebildet werden, im Rahmen des Lehrabschlusskurses an einer Sparkassenakademie erworben werden. Erfolgreiche Absolventen sind berechtigt innerhalb der Sparkassenorganisation zusätzlich zur Bezeichnung Bankkaufmann die Bezeichnung Sparkassenkaufmann zu führen. Voraussetzung dafür ist das Bestehen der Prüfung zum Bankkaufmann bei der IHK.
Damit ist der Sparkassenkaufmann kein anerkannter Ausbildungsberuf mehr, sondern ein Titel, der von der Sparkassenorganisation verliehen wird und abhängig vom Erwerb des Bankkaufmanns ist.
Die Inhalte des Lehrabschlusskurses an den Sparkassenakademien richten sich nach dem Ausbildungsplan des Bankkaufmanns. Jedoch werden auch spezielle Kenntnisse z. B. zum Aufbau der Sparkassenorganisation oder speziellen Produkten der Sparkassen und Landesbanken vermittelt.
Zum Bestehen des Lehrabschlusskurses und dem Erwerb des Sparkassenkaufmanns sind vier schriftliche Prüfungen aus den Themen Kontoführung, Zahlungsverkehr, Geld- und Vermögensanlage, Kreditgeschäft oder Rechnungswesen & Steuerung abzulegen. Hinzu kommt eine mündliche Prüfung in Form eines Kundenberatungsgesprächs. Die Prüfungen sind an die IHK-Abschlussprüfung angelehnt.

## Hintergründe
Vermutlich war die besondere Rolle der Sparkassen im öffentlichen Raum ausschlaggebend für die Einrichtung dieses besonderen Ausbildungsberufes in Abgrenzung zum Bankkaufmann. Als Anstalten öffentlichen Rechts war das Leitmotiv der Sparkassen die Gemeinwohlorientierung. Dabei ist es zwar bis heute geblieben, dennoch dürfte sich die Erkenntnis durchgesetzt haben, dass es keiner besonderen Ausbildung als Sparkassenkaufmann bedarf, um in einer Sparkasse arbeiten zu können. Möglicherweise hat auch die Arbeitnehmerfreizügigkeit in der EU eine Rolle gespielt, denn zum Sparkassenkaufmann in Deutschland gab es kein Äquivalent in Europa.